# Eleições gerais no Malawi em 2019
As eleições gerais no Malawi em 2019 foram realizadas no Malawi em 21 de maio de 2019 para eleger o Presidente, a Assembleia Nacional e os conselheiros do governo local. O presidente em exercício Peter Mutharika do Partido Progressista Democrático foi reeleito, com seu partido permanecendo com a maioria dos assentos na Assembleia Nacional. No entanto, em 3 de fevereiro de 2020, a Corte Constitucional anulou os resultados das eleições presidenciais devido a evidências de irregularidades e ordenou a realização de novas eleições. As eleições de 2019 foram amplamente apelidadas de "eleições Tipp-Ex" devido à uma marca de fluido de correção que os oponentes alegaram ter sido usada para adulterar os votos.

## Resultados

### Presidente
| Candidato                            | Candidato                            | Partido                                  | Votos     | %     |
| ------------------------------------ | ------------------------------------ | ---------------------------------------- | --------- | ----- |
|                                      | Peter Mutharika                      | Partido Progressista Democrático         | 1 940 709 | 38,57 |
|                                      | Lazarus Chakwera                     | Partido do Congresso do Malawi           | 1 781 740 | 35,41 |
|                                      | Saulos Chilima                       | Movimento de Transformação Unida         | 1 018 369 | 20,24 |
|                                      | Atupele Muluzi                       | Frente Democrática Unida                 | 235 164   | 4,67  |
|                                      | Peter Kuwani                         | Movimento Mbakuwaku pelo Desenvolvimento | 20 369    | 0,40  |
|                                      | John Eugenes Chisi                   | Partido Umodzi                           | 19 187    | 0,38  |
|                                      | Hadwick Kaliya                       | Independente                             | 15 726    | 0,31  |
| Votos brancos/inválidos              | Votos brancos/inválidos              | Votos brancos/inválidos                  | 74 719    | –     |
| Total                                | Total                                | Total                                    | 5 105 983 | 100   |
| Eleitores registrados/comparecimento | Eleitores registrados/comparecimento | Eleitores registrados/comparecimento     | 6 859 570 | 74,44 |
| Fonte: MEC                           |                                      |                                          |           |       |

### Assembleia Nacional
| Partido                              | Partido                              | Voto      | %     | Lugares | +/–  |
| ------------------------------------ | ------------------------------------ | --------- | ----- | ------- | ---- |
|                                      | Partido Progressista Democrático     | 1 293 797 | 26,04 | 62      | +11  |
|                                      | Partido do Congresso do Malawi       | 1 108 735 | 22,32 | 55      | +7   |
|                                      | Movimento de Transformação Unida     | 491 845   | 9,90  | 4       | Novo |
|                                      | Frente Democrática Unida             | 227 335   | 4,58  | 10      | –4   |
|                                      | Partido do Povo                      | 121 072   | 2,44  | 5       | –21  |
|                                      | Aliança pela Democracia              | 24 212    | 0,49  | 1       | 0    |
|                                      | Outros partidos                      | 40 209    | 0,81  | 0       | 0    |
|                                      | Independentes                        | 1 660 569 | 33,43 | 55      | +3   |
| A ser determinado                    | A ser determinado                    | –         | –     | 1       | –    |
| Votos brancos/inválidos              | Votos brancos/inválidos              | 103 174   | –     | –       | –    |
| Total                                | Total                                | 5 070 948 | 100   | 193     | 0    |
| Eleitores registrados/comparecimento | Eleitores registrados/comparecimento |           |       | –       | –    |
| Fonte: Maravi Post, MEC              |                                      |           |       |         |      |

### Eleições locais
| Partido                              | Partido                              | Votos     | %   | Lugares | +/–  |
| ------------------------------------ | ------------------------------------ | --------- | --- | ------- | ---- |
|                                      | Partido Progressista Democrático     |           |     |         |      |
|                                      | Partido do Congresso do Malawi       |           |     |         |      |
|                                      | Movimento de Transformação Unida     |           |     |         | Novo |
|                                      | Independentes                        |           |     |         | Novo |
| Votos brancos/inválidos              | Votos brancos/inválidos              |           | –   | –       | –    |
| Total                                | Total                                |           | 100 |         |      |
| Eleitores registrados/comparecimento | Eleitores registrados/comparecimento | 6 859 570 |     | –       | –    |
| Fonte: MEC, NPL                      |                                      |           |     |         |      |